# Das Geständnis eines Mädchens
Das Geständnis eines Mädchens ist deutscher Spielfilm aus dem Jahre 1967 mit Günter Pfitzmann in einer der Hauptrollen.

## Handlung
Angela Sandau entstammt einfachen Verhältnissen und verdient sich ihren Lebensunterhalt als Näherin. Die 18-Jährige träumt von Größerem, und diese Träume Wirklichkeit werden zu lassen, bietet ihr der windige Kleinkriminelle Cesar an. Er schlägt der unbedarften Berlinerin vor, mit ihm nach St. Moritz zu gehen. Dort wolle er ältere Damen becircen, um diese dann nach Strich und Faden auszunehmen, während Angela ihre weiblichen Reize bei entsprechend älteren und vor allem betuchten Herrn einsetzen solle. Angela sträubt sich zunächst gegen Cesars, doch als ihre Beziehung mit Herbert zerbricht, schließt sie sich dann doch Cesar an. 
Sie wird dessen Geliebte und beteiligt sich an Cesars Raubzügen. Dies geht nicht lange gut, und Angela wird verhaftet. Als Minderjährige wird Angela Sandau von der staatlichen Fürsorge in ein Erziehungsheim für „gefallene“ Mädchen gesteckt, wo eine korpulenten Direktorin mit aller Strenge herrscht. Angelas früherer Chef Conny will sie aus dem Knastelend befreien, erwartet dafür aber eine Gegenleistung, und die ist moralisch anrüchig: Das Mädchen soll seinen Geschäftskunden zu Willen sein. Erst der junge Kollege Fred, den Angela noch aus ihrer Zeit in der Schneiderei kennt, erweist sich als wahrer Freund und will ihr helfen, auf den rechten Pfad der Tugend zurückzufinden.

## Produktionsnotizen
Das Geständnis eines Mädchens entstand in Berlin (West) und wurde am 2. Juni 1967 uraufgeführt.
Ludwig Spitaler hatte die Produktionsleitung.

## Kritik
Das Lexikon des Internationalen Films sah in Das Geständnis eines Mädchens „Unterhaltungsmaterial für einen kunstgewerblichen, pseudomoralischen Film, der die Wirklichkeit für seine spekulativen Zwecke beugt.“